# 恵那山森林軌道
恵那山森林軌道（えなさんしんりんきどう）は、岐阜県中津川市に存在した森林鉄道である。名古屋営林局中津川営林署が運営していた。資料によっては、恵那山森林鉄道、黒井沢森林鉄道となっている。
中央本線中津川駅から本州製紙中津工場（現王子エフテックス中津工場）へ延びていた、貨物専用線の延長上に存在した。もともとは、この本州製紙貨物専用線の一部であった。
この記事では、恵那山森林軌道と関係深い、本州製紙貨物専用線も記載する。

## 路線の概況
- 本州製紙中津工場貨物引込線は中津川駅から西へ向かい、貯木場（現在は本町公園）から木曽川の支流の中津川沿いに南下し、本州製紙中津工場に至る。
- 恵那山森林軌道は、さらに中津川を上流に遡り（国道363号）、恵那山ウェストン公園川上スケート場（現：恵那山ウェストン公園）付近から国道363号を外れて中津川を遡り、恵那山の黒井沢に至る。

## 路線データ
- 軌間：762mm
- 動力：内燃（ガソリン？）
- 本州製紙中津工場～黒井沢・・・18.4km

## 歴史
- 1906年（明治38年）：中央製紙（後の本州製紙中津工場、現・王子エフテックス中津工場）の貨物専用線開通。
  - 中津川駅～中央製紙、約4.1km。軌間は762mm。動力は牛馬であった。後に滝ヶ沢付近まで延長し、1912年には内燃化。
- 1932年（昭和7年）：帝室林野局が、中央製紙貨物専用線の中津工場～滝ヶ沢を買収。恵那山森林軌道として開業。順次路線を延長する。
- 1948年（昭和23年）：本州製紙中津工場貨物専用線1067mmに改軌。国鉄中央本線中津川駅と直接乗り入れを開始。B6形が使用される。恵那山森林軌道は762mmのままであったため、本州製紙中津工場内で木材の積み替えを開始。
- 1960年（昭和35年）：恵那山森林軌道廃止。
- 1969年（昭和44年）：本州製紙中津工場貨物専用線廃止（作業3.7キロ、総延長4.1キロ[1]）。
- 1971年（昭和46年）：中津川市役所裏庭にD51266を展示する為に、廃止済みの本州製紙中津工場貨物専用線を使用してD51266を引き入れる。牽引は国鉄C12形蒸気機関車が行なった。[2]
- 1989年（平成元年）：中津川市役所裏庭に展示していたD51 266を、かつての本州製紙中津工場貨物専用線跡地沿線に存在する本町公園[3]に移転[4]。

## 接続路線
- 中央本線中津川駅（本州製紙中津川工場貨物引込線を経由）

## 幻の中津電気鉄道
1926年（大正15年）頃、中津川駅と川上（かおれ）地区を結ぶ“中津電気鉄道”（中津川電気鉄道ともいう）の計画が存在した。北恵那鉄道（現北恵那交通）との合弁会社が運行し、軌間は762mm、600Vの電化での計画であった。中央製紙中津工場引込み線を旅客化し、それを延長するというものであり、将来は改軌し、北恵那鉄道線との相互乗り入れも考えられていた。
実際には計画のみに終わる。予定地や測量の結果は、恵那山森林軌道の建設の参考にされたという。事実、この中津電気鉄道の計画路線と恵那山森林軌道はほぼ一致する。
現在も北恵那交通が当路線に並行してバスを運行している。

## その他
- 黒井沢からは恵那山の登山ルートの一つである、黒井沢ルートがある。
- 恵那山ウェストン公園から黒井沢への道路は、恵那山森林軌道の跡を整備したものである。